# Autumn Phillips
Autumn Patricia Phillips ('Autumn Patricia Kelly'; Montreal, 3 de maio de 1978) foi casada com Peter Phillips, de 2008 a 2021, filho da princesa Ana, Princesa Real e do capitão Mark Phillips, e neto da rainha Isabel II do Reino Unido e do príncipe Filipe, Duque de Edimburgo.
Depois de se formar na Universidade McGill em 2002, Autumn Kelly conheceu Peter Phillips em sua terra natal e cidade natal de Montreal, Quebec. O noivado foi anunciado em julho de 2007, e eles se casaram na Capela de São Jorge, no Castelo de Windsor, em 17 de maio de 2008. Eles têm duas filhas. A família mora em Londres. Ela mantém a sua cidadania como cidadã canadense.

## Primeiros anos
Autumn e seu irmão gêmeo Chris nasceram no Canadá, filhos de Brian Kelly, executivo de uma empresa de eletricidade e Kathleen "Kitty" McCarthy, que já tinha um filho chamado Kevin. Ela foi batizada em 18 de junho de 1978 e cresceu em Cedar Park, Pointe-Claire (Montreal), falando em inglês.
Apesar da separação de seus pais quando Autumn tinha 8 anos de idade, e depois que sua mãe se casou novamente, a família continuou a viver no mesmo lugar onde frequentou uma escola católica e depois a St. Thomas High School, onde se destacou nos esportes. Depois de se formar, ela frequentou a Universidade McGill - tendo trabalhado nesse período como garçonete, modelo e atriz, além de aparecer em 1996 no filme Rainbow no papel de Tigrette Number 3 e na série de televisão Sirens. Autumn formou-se na universidade em 2002 com um Bacharel em Artes, com especialidade em Ásia Oriental, após o qual iniciou uma carreira como Consultora de Gestão.

## Casamento com Peter Phillips
Autumn participou do Grande Prêmio do Canadá em 2003, onde conheceu o britânico Peter Phillips, que estava trabalhando para a equipe Williams F1 na época. 
No entanto, a Autumn não sabia quem ele era e sobre os parentes dele até seis semanas depois, quando assistia a um programa de televisão especial sobre o décimo primeiro aniversário do príncipe William de Gales, primo em primeiro grau de Peter, quando viu uma foto dele ao lado da família real britânica. 
Em seguida, mudou-se para o Reino Unido, morando em um apartamento no bairro inglês Kensington na capital inglesa com Peter, e na cabana dentro da propriedade de Gatcombe Park de Gloucestershire, a residência rural privada da princesa Anne, Princesa Real do Reino Unido, onde já havia aceito um emprego em uma empresa de computadores antes de conhecê-lo. Trabalhou como assistente pessoal para o apresentador de rádio Michael Parkinson enquanto participava de eventos sociais da família real britânica, como o octogésimo aniversário da rainha Isabel II do Reino Unido.
Em 28 de julho de 2007, o envolvimento de Autumn e Peter foi anunciado oficialmente pelo Palácio de Buckingham. A rainha Isabel II do Reino Unido deu o seu consentimento em 09 de abril de 2008. Antes do casamento, Autumn teve que se converter do catolicismo ao anglicanismo, já que de outra maneira Phillips perderia o seu lugar na linha de sucessão ao trono britânico, pelas provisões do Ato de Estabelecimento de 1701, assim como os futuros filhos do casal.
No dia 17 de maio de 2008, aconteceu o casamento na Capela de São Jorge, no Castelo de Windsor, localizado na Inglaterra. O serviço foi realizado por David Conner, Deão de Windsor, e o vestido da noiva foi desenhado por Sassi Holford. Entre as seis damas de companhia estava Zara Phillips, irmã de Peter.
O casal viveu por um tempo na cidade de Hong Kong até retornar à cidade de Londres, onde Peter trabalhou para o Royal Bank of Scotland.
A sua primeira filha e a primeira bisneta da rainha Elizabeth II do Reino Unido, a Savannah Anne Kathleen Phillips nasceu em 29 de dezembro de 2010 no Gloucestershire Royal Hospital.
No outubro de 2011, o casal comunicou oficialmente que está esperando o seu segundo filho para o mês de março de 2012.
Em 29 de março de 2012, deu à luz uma segunda filha: a Isla Elizabeth Phillips.

## Separação e divórcio
Em 11 de fevereiro de 2020, após doze anos de casamento e de vários boatos circularem pela mídia, Autumn e Peter Phillips confirmaram oficialmente que haviam se separado em meados de setembro de 2019. O processo ocorreu de forma amigável e optaram por dividir a custódia das duas filhas em Gloucestershire. O divórcio ocorreu em 14 de junho de 2021 e chamou a atenção da mídia, por ter sido a primeira vez que um neto da rainha reinante Elizabeth II do Reino Unido se divorciou.  